# 제11회 DMZ국제다큐영화제
제11회 DMZ국제다큐영화제는 2019년 9월 20일에 열린 시상식이다.

## 수상 및 후보

### 국제경쟁 - 흰기러기상
- 143 사하라 스트리트 - 하센 페르하니 수상

### 국제경쟁 - 심사위원 특별상
- 카불, 바람에 흔들리는 도시 - 아부자르 아미니 수상

### 국제경쟁 - 심사위원 특별언급
- 라푸 - 세자르 알레한드로 제이미스 외 1명 수상

### 아시아경쟁 - 아시아 시선상
- 사랑에 관하여 - 아르차나 파드케 수상

### 한국경쟁 - 최우수한국다큐멘터리상
- 그림자꽃 - 이승준 수상

### 한국경쟁 - 심사위원 특별상
- 증발 - 김성민 수상

### 청소년섹션-무한상상(경기도교육감상)
- 방 한 칸의 어색함.. - 이성빈 수상

### 청소년섹션 - 상상이상(영화제집행위원장상
- Q에 대하여 - 정수인 수상

### 청소년섹션 - 자유연상(영화제집행위원장상)
- 하루, 발자국 - 김희준 수상
- 304개의 별 - 유시온 수상
- 더 팬 - 정호은 수상
- 잃어버린 조각 찾기 - 이현정 수상
- 할아버지에 대하여 - 사진영 수상

### 청소년섹션 - 심사위원 특별언급
- 하루, 발자국 - 김희준 수상

### ADF문화상 - 장편
- 사이사-무지개의 기적 - 박영이 외 1명 수상

### ADF문화상 - 단편
- 19호실 - 홍혜미 수상
- 바다가 기억하는 것 - 에카퐁 사란사테 수상

### ADF 단편경쟁 - 심사위원 특별언급
- 손, 기억, 모자이크 - 박은선 수상

### 특별상 - 용감한 기러기상
- 보통의 삶 -70 - 강세진 수상

### 특별상 - 아름다운 기러기상
- 언더그라운드 - 허욱 수상

### 특별상 - 젊은 기러기상
- 증발 - 김성민 수상

### 특별상 - 관객상
- 애국자게임2-지록위마 - 경순 수상

### 특별상 - 개봉지원상
- 그림자꽃 - 이승준 수상
- 늙은 투쟁, 가 이야기 - 신임호 수상

### 특별상 - DMZ예술공헌상
- 녹턴 - 정관조 외 3명 수상

### 국제경쟁
- 143 사하라 스트리트 - 하센 페르하니
- A는 아구스틴의 A - 그레이스 심불란
- 고철 더미에서 피는 꿈 - 레자 파라흐만드
- 인디아나라의 마지막 전투 - 마르셀로 바르보사 외 1명
- 카불, 바람에 흔들리는 도시 - 아부자르 아미니
- 라푸 - 후안 파블로 폴랑코 외 1명
- 아워 타임 머신 - S. 레오 치앙 외 1명
- 스킴 버즈 - 엘렌 피스크 외 1명
- 전좌-후쿠시마의 승려 - 토미타 카츠야
- 다리시의 사운드스케이프 - 장양

### 한국경쟁
- 증발 - 김성민
- 환상도시 - 서현석
- 사랑폭탄 - 유나래
- 녹턴 - 정관조
- 늙은 투쟁, 가 이야기 - 신임호
- 보통의 삶 -70 - 강세진
- 사이사-무지개의 기적 - 박영이 외 1명
- 애국자게임2-지록위마 - 경순
- 그림자꽃 - 이승준
- 108접시 - 박혜령

### 아시아경쟁
- 사랑에 관하여 - 아르차나 파드케
- 블론디의 선택 - 파벨 마니칸
- 히로노 마을 사람들 - 시마다 류이치
- 일렁이는 도시 - 보 왕 외 1명
- 제국을 꿈꾸며 - 션샤오민
- 소일 위드아웃 랜드 - 논따왓 눔벤차뽈
- 잊혀진 혁명의 노래 - 샬라후딘 시레가
- 더 랜드 오브 피치 블로썸 - 주명영
- 더 트리 하우스 - 츠엉민퀴
- 도끼는 잊어도 나무는 기억한다 - 라우켁홧

### 청소년경쟁
- 304개의 별 - 유시온
- 할아버지에 대하여 - 사진영
- Q에 대하여 - 정수인
- 하루, 발자국 - 김희준
- 잃어버린 조각 찾기 - 이현정
- 방 한 칸의 어색함.. - 이성빈
- 더 팬 - 정호은

### 단편경쟁
- 메마른 마을 아가스와디 - 라메쉬 홀볼
- 1보다 크거나 작거나 - 차재민
- 표해록 - 배혜원
- 소의 하루 - 리디아 아프릴리타 외 1명
- 꿈을 날리다 - 사이 렝 레안 캄
- 정글의 반딧불이 - 라마나 둠팔라
- 굿바이 어게인, 마카오 - 콩 치앙
- 손, 기억, 모자이크 - 박은선
- 영혼을 치유하는 노래 - 자이송캄 인두안찬티
- 빛의 궁전 - 프란틱 바수
- 전,마,하 - 리용차오
- 변방의 퀴어 - 박문칠
- 리:플레이 - 장지혜
- 19호실 - 홍혜미
- 사형집행인 - 예뢴 반 데 스톡
- 화력발전소 옆 사람들 - 최혜원
- 바다가 기억하는 것 - 에카퐁 사란사테
- 불편 - 설수안
- 도쿄의 쿠르드 청년 - 후미아리 휴가

### 글로벌 비전
- 가자의 친구에게 보내는 편지 - 아모스 지타이
- 결혼 이야기 - 헬레나 트레슈티코바
- 어게인 - 마리오 페이퍼
- 인류세: 인간의 시대 - 제니퍼 베이치월 외 2명
- 대나무로 엮은 경극장 - 척 청
- 아름다움은 자유에 있다 - 왕빙
- 베이루트를 떠나며 - 조셀린 사브
- 히잡과 축구공 - 아르만 골리푸르 다쉬타키
- 북풍을 거슬러: 환상이 떠난 자리 - 나탈리 쿠비데스-브래디
- 이단아 - 에드 퍼킨스
- 칼로타의 얼굴 - 발렌틴 리들 외 1명
- 댄싱 포 유 - 카타르지나 레시스즈
- Ninety One: 세상에 맞서다 - 카테리나 수보로바
- 판타지, 판타지 - 카스파 아스트럽 슈뢰더
- 희몽인생: 아버지와 아들 - 양 리 초우
- 사마를 위하여 - 와드 알-카팁 외 1명
- 포만 vs. 포만 - 헬레나 트레슈티코바 외 1명
- 꿈의 구장: 리비아 여성축구대표팀 - 나지하 아레비
- 하시나: 방글라데시의 딸 - 칸 피플루
- 어디까지 갈 수 있을까? - 우쿠 아구스틴
- 굶주린 귀신들의 섬 - 가브리엘 브래디
- 라이프보트 - 스카이 피츠제럴드
- 스모선수 도전기 - 맷 케이
- 말로리의 수난 - 헬레나 트레슈티코바
- 마오 마오 쿨 초등학교의 기말고사 - 장양
- 아버지가 남긴 포르노 테이프 - 찰리 타이렐
- 내 이름은 메이 시게노부 - 조셀린 사브
- 케이퍼 무비 제작설명서 - 일라이어스 레온 시미니아니
- 자화상: 47km 마을의 창 - 장멩치
- 슈팅 더 마피아 - 킴 론지노트
- 원앙새는 없다 - 토니 탄
- 프로젝셔니스트: 아벨 페라라와 70년대 뉴욕 - 아벨 페라라
- 중경의 래퍼들 - 다비드 베어벡
- 서양의 아랍인들 - 오마르 샤르가위

### 한국다큐쇼케이스
- 뱃속이 무거워서 꺼내야 했어 - 조한나
- 이마무라 쇼헤이 입문 - 이병기
- 베짱이는 없다 - 배성수
- 옥우 - 김성웅
- 로맨틱 머신 - 이소정
- 세컨드 홈 - 섹 알마문
- 길 위의 빛들 - 신지승 외 1명
- 언더그라운드 - 허욱
- 3억 분의 1: 난임부부 다이어리 - 박일동
- 소년의 방 - 김자양
- 철규 - 부성필
- 디어 엘리펀트 - 이창민
- 두려워하지 마라 - 박기용
- 해변의 발견 - 김지환
- 망치 - 최서윤
- 그곳, 날씨는 - 이원우
- 유키코 - 노영선
- 안녕, 미누 - 지혜원

### DMZ비전
- 저 끝 가장자리 메아리 - 이수진
- 전후재일 50년사 '재일'-역사편 - 오덕수
- 부당, 쓰러지지 않는 - 최아람
- 평양 유랑 - 피에르 올리비에 프랑수아
- 세트 디자인 너머 - 얀 이야스
- 아웃 오브 브레스 - 석혜인
- 아리랑 고개를 넘어간다 - 고정자 외 1명
- 하나 혹은 여러 개의 산 이야기 - 제인 진 카이젠
- 전쟁에서 가장 아름다운 순간 - 아드리안 빌라르 로자스
- 평양, 예술의 기술 - 토미 굴릭슨

### 특별전
- 미국의 바람과 불 - 김경만
- 청계천 메들리 - 박경근
- 호수길 - 정재훈
- 노동자 뉴스 1호 - 노동자뉴스제작단
- 자, 이제 댄스타임 - 조세영
- 천당의 밤과 안개 - 정성일
- 팬지와 담쟁이 - 계운경
- 애국자 게임 - 경순 외 1명
- 보라 - 이강현
- 우리들은 정의파다 - 이혜란

### DMZ 오픈시네마
- 프리저베이션 홀 재즈 밴드 - 대니 클린치 외 1명
- 어메이징 그레이스 - 시드니 폴락 외 1명
- 보테로 - 돈 밀라
- 디에고 마라도나 - 아시프 카파디아
- 슈윙! 블루 노트 레코드 스토리 - 에릭 프리들러
- 메이킹 웨이브: 영화 사운드의 예술 - 미지 코스틴
- 파리 오페라 발레단 - 티에리 데마이지에르 외 1명
- 숨 - 김진범
- 위대한 작은 농장 - 존 체스터
- 우먼 인 할리우드 - 톰 도나휴